# Il diavolo nello specchio
Il diavolo nello specchio (Libel) è un film drammatico del 1959 diretto da Anthony Asquith.
Il soggetto del film è tratto dal testo teatrale Libel! di Edward Wooll (1934).